# ماريو (امتياز)
ماريو (بالإنجليزية: Mario)‏ هو امتياز إعلامي، طورتها ونشرتها شركة ألعاب الفيديو اليابانية نينتندو، التي أنشأتها مصمم الألعاب اليابانية شيغيرو مياموتو وبطولة سباك إيطالي خيالي وهو ماريو. وهي في المقام الأول امتياز ألعاب فيديو، ولكن تمتد إلى أشكال أخرى من وسائل الإعلام، بما في ذلك سلسلة التلفزيون والكتب الهزيلة، وتضم الفيلم لعام 1993 وحديقة بمعالم الامتياز. كانت اللعبة الأولى هي ماريو برذرز لعام 1983، على الرغم من أن ماريو ظهر قبلها في دونكي كونغ عام 1981، وكان قد ظهر بالفعل في العديد من ألعاب الفيديو من دونكي كونغ وغيم أند واتش. تم تطوير ألعاب ماريو من قبل مجموعة متنوعة من المطورين بما في ذلك نينتندو وهادسن سوفت وألفادريم غيمز. تم إصدار معظم ألعاب ماريو حصريا لأجهزة ألعاب الفيديو من نينتندو، من الجيل الثالث فصاعدا.
تعد سلاسل ماريو الفرعية الرئيسية هي سلسلة سوبر ماريو لألعاب المنصات بدأت مع سوبر ماريو برذرز، مما يتبع معظمهم من مغامرات ماريو في العالم الخيالي لمملكة الفطر وعاد عادة على قدرة ماريو القفز على السماح له بالتقدم عبر المستويات. الامتياز يحتوي على أكثر من 200 لعبة من الأنواع المختلفة والعديد من السلاسل الفرعية، بما في ذلك ماريو غولف، ماريو كارت، ماريو بارتي، ماريو تنس، ماريو ضد دونكي كونغ، وبايبر ماريو؛ أظهرت العديد من الشخصيات تم تقديمها في امتياز ماريو، مثل لويجي وواريو ويوشي، وهي امتيازات ناجحة خاصة بشخصياتهم.
تعد امتياز ماريو واحدة من أكثر الامتيازات ناجحة الألعاب والشهرة في الألعاب، حيث تعتبر العديد من ألعابها، خاصة داخل سلسلة سوبر ماريو، أن تكون بعضا من أعظم ألعاب الفيديو على الإطلاق. إنها أكثر امتياز ألعاب فيديو مبيعا في كل العصور، حيث تم بيع أكثر من 767.93 مليون نسخ من الألعاب، بما في ذلك 380.63 مليون نسمة للألعاب سوبر ماريو وحدها.

## ألعاب الفيديو

### الألعاب الأصلية

#### دونكي كونغ

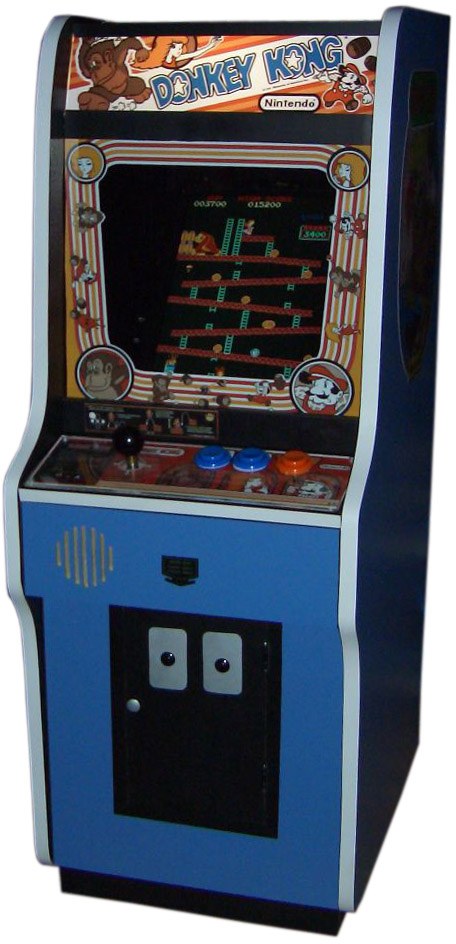
نسخة طبق الأصل من صندوق أركيد دونكي كونغ.

بعد الفشل التجاري للعبة رادار سكوب، أشار رئيس شركة نينتندو هيروشي ياموتشي إلى شيغيرو مياموتو لإنشاء لعبة أركيد لإنقاذ الشركة. جاء مياموتو بفكرة اللعبة التي يجب أن تقدم فيها الشخصية القابلة للعب طريقه عبر دورة عقبة تتكون من منصات سلالم وسلالم براميل. قام مياموتو بتسمية اللعبة دونكي كونغ (لعبة فيديو)، وبطل الرواية الرئيسية «جمب مان». دونكي كونغ هو مثال مبكر من ألعاب ذات نوع المنصات. بالإضافة إلى إنقاذ بولين، تمنح اللعبة اللاعب درجة. يتم منح النقاط لشاشات التشطيب؛ القفز فوق العقبات؛ تدمير الكائنات مع قوة المطرقة؛ جمع عناصر مثل القبعات والمظلات والمحافظ (من المفترض أن تنتمي إلى بولين)؛ واستكمال المهام الأخرى. كانت اللعبة ناجحة بشكل مدهش. «جمب مان» هو ماريو في مواد ترويجية معينة لإصدار اللعبة في الخارج؛ كان اسمه ماريو سيغل، مالك مالك نينتندو أمريكا، الذي احتجز في اجتماع للمطالبة بمطالبة متأخرة دفع الإيجار. في نهاية المطاف كان اسم جمب مان قد تغير دوليا ودائم إلى ماريو. نجاح اللعبة كان سببا لإصدار نسخا محسنة، وتتمة اللعبة دونكي كونغ جونيور، وهي اللعبة الوحيدة التي يظهر فيها ماريو كشرير. كما أن دونكي كونغ 3 لم تضم ماريو.

#### ماريو برذرز
للفوز في اللعبة يجب على اللاعب هزيمة جميع الأعداء في كل مرحلة. كل مرحلة هي سلسلة من المنصات مع أربعة أنابيب في كل ركن من أركان الشاشة، ومكعب يسمى مكعب "POW" في الوسط. تضم ميكانيكا ماريو برذرز. فقط الجري والقفز. على عكس ألقاب ماريو التالية، لا يمكن للاعبين القفز على الأعداء حتى يتم قلبهم؛ يمكن تحقيق ذلك عن طريق القفز تحت النظام الأساسي الذي يتم فيه أو باستخدام مكعب "POW". تتميز كلا الجانبين في كل مرحلة بآلية تسمح للاعب بإخفاء الشاشة إلى اليسار وتظهر على اليمين والعكس. تأثرت اللعبة منذ ذلك الحين بأشكال مختلفة، بما في ذلك كأي لعبة مصغرة في سوبر ماريو برذرز 3 وسلسلة سوبر ماريو أدفانس، وأعيد تخطيطها في لعبة ماريو كلاش.

#### غيم أند واتش
أصدرت نينتندو العديد من ألعاب الفيديو ماريو ودونكي كونغ لعائلة غيم أند واتش. تم إصدار أحد عشر غيم أند واتش بين عامي 1982 و 1994. ترخيص نينتندو أيضا يسمح لست ألعاب LCD من نيلسونيك بين عامي 1989 و 1994. وقد غيرت العديد من عمليات إعادة تعيين ألعاب اللعبة ومشاهدها بطل الرواية من شخصية مستر غيم أند واتش إلى ماريو.

### ألعاب المنصات

#### سلسلة سوبر ماريو
ثم أصبح ماريو نجم ألعاب منصات التمرير الجانبية الخاصة به في عام 1985، بعنوان سوبر ماريو برذرز، والتي كانت لعبة مضمنة في نينتندو إنترتينمنت سيستم. كما تم بيعه لاحقا في حزمة مع داك هانت. في اليابان، تم إصدار لعبة بعنوان بعنوان سوبر ماريو برذرز 2 في عام 1986، ولكن تم إصدار لعبة مختلفة بنفس الاسم دوليا في عام 1988، تليها سوبر ماريو برذرز 3 في وقت لاحق في نفس العام. سيتم إصدار النسخة اليابانية لاحقا في الولايات المتحدة في عام 1993 تحت عنوان سوبر ماريو برذرز: ذا لوست ليفلز كلعبة مضمنة في حزمة سوبر ماريو أول-ستارز لنظام سوبر نينتندو إنترتينمنت سيستم، وهو نظام تتميز أيضا بتكرارات اللعبة المعروف باسم سوبر ماريو ورلد. في حين أن سوبر ماريو لاند و2 و3 على غيم بوي في السلسلة، فإن غيم بوي أدفانس لم يحصل على أي ألعاب رئيسية، عدا ألعاب معاد إصدارها. صدرت سوبر ماريو 64 كلعبة مضمنة في نينتندو 64 في عام 1996. كانت سوبر ماريو سانشاين على غيم كيوب، أما سوبر ماريو غالاكسي والجزء الثاني على وي. كانت لعبة سوبر ماريو ثري دي لاند هي اللعبة الرئيسية على نينتندو 3دي أس. على الوي يو فلعبة ماريو الرئيسية هي سوبر ماريو 3دي ورلد. سوبر ماريو أوديسي هي أول لعبة رئيسية في السلسلة التي سيتم إصدارها على نينتندو سويتش، وتم إصدارها في عام 2017.
في عام 2006، تم افتتاح سلسلة فرعية مع أسلوب اللعب الكلاسيكي تسمى نيو سوبر ماريو برذرز على نينتندو دي أس، والتي تضم أسلوب لعب سوبر ماريو برذرز. وصدرت نيو سوبر ماريو برذرز وي على وي، ونيو سوبر ماريو برذرز 2 على نينتندو 3دي أس ونيو سوبر ماريو برذرز يو ونيو سوبر لويجي يو على وي يو، مع نسخة معاد تحسينها بعنوان نيو سوبر ماريو برذرز يو ديلوكس على نينتندو سويتش في يناير 2019. يتم تقديم أسلوب اللعب على غرار سوبر ماريو برذرز من خلال لعبة منشئ المراحل سوبر ماريو ميكر، والتي تم إصدارها على وي يو في عام 2015. تم إصدار جزء جديد، وهو سوبر ماريو ميكر 2 على نينتندو سويتش في يونيو 2019.
في عام 2016، أصدر الفريق لعبة تشابه نيو سوبر ماريو برذرز، وهي سوبر ماريو رن، وهي أول لعبة على الهاتف المحمول من نينتندو وواحدة من الألعاب القليلة التي تم فيها تطوير لعبة ماريو لأجهزة ليست من إنتاج نينتندو.

### ألعاب الألغاز

#### سلسلة دكتور ماريو

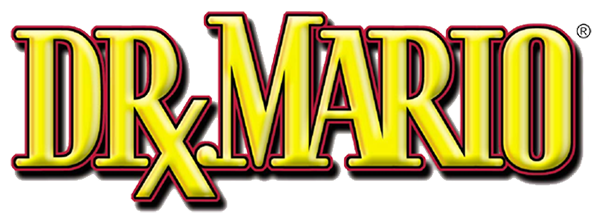
شعار سلسلة دكتور ماريو.

دكتور ماريو (بالإنجليزية: Dr. Mario)‏ هي عبارة عن سلسلة من ألعاب فيديو ألغاز أكشن على أسلوب ألعاب الآركيد تم تطويرها في الأصل بواسطة نينتندو للبحث والتطوير 1، وتم تطويرها لاحقًا بواسطة أريكا وأنتجتها نينتندو سوفتواير بلانينغ أند دفيلوبمنت. صدرت اللعبة الأولى دكتور ماريو، في عام 1990 على نظام نينتندو إنترتينمنت سيستم وغيم بوي لتحقيق النجاح النقدي والتجاري. في سلسلة دكتور ماريو، تم تكليف شخصية اللاعب ماريو، الذي يتولى دور الطبيب، بالقضاء على الفيروسات القاتلة. هدف اللاعب هو تدمير الفيروسات التي تنتشر في ساحة اللعب على الشاشة باستخدام الكبسولات الملونة المتساقطة التي يتم إسقاطها في الملعب، على غرار لعبة تتريس. يتلاعب اللاعب بالكبسولات أثناء سقوطها بحيث تتماشى مع فيروسات ذات ألوان متطابقة، مما يزيلها من الملعب. يتقدم اللاعب خلال اللعبة من خلال القضاء على جميع الفيروسات الموجودة على الشاشة في كل مستوى.
تم إصدار 4 ألعاب دكتور ماريو لأنظمة ألأعاب الفيديو المنزلية واثنين من الألعاب المحمولة، ليصبح المجموع ستة ألعاب أصلية. مع تقدم السلسلة، أدخلت كل لعبة جديدة عناصر جديدة من أجل الحفاظ على طريقة اللعب جديدة مثل أوضاع اللعبة الجديدة. في عام 2001، صدرت لعبة دكتور ماريو 64 من نينتندو 64 أوضاعًا جديدة للعبة مثل وضع القصة، ووضع تجميع النقاط ووضع الماراثون، وواريو كشخصية قابلة للعب وأربعة لاعبين. بعد توقف دام سبع سنوات، في عام 2008، أعاد دكتور ماريو إكسبريس لخدمة دي أس آي واير من نينتندو دي أس آي كأول لعبة في السلسلة للأنظمة المحمولة. في عام 2008 أيضًا، صدرت دكتور ماريو أونلاين ركس لخدمة وي واير متعددة اللاعبين عبر الإنترنت إلى السلسلة. في عام 2013، صدرت دكتور لويجي على وي يو، تحتوي اللعبة على لويجي باعتباره الشخصية القابلة للعب بالإضافة إلى وضع لعبة Operation L حيث تتخذ جميع الكبسولات شكل الحرف "L".

#### سلسلة ماريو بيكروس
هذه السلسلة عبارة عن مجموعة من الألغاز المنطقية، تتضمن شبكة بأرقام لكل صف وعمود، والتي تشير إلى مقدار المربعات المميزة داخل الشبكة. تتميز الألعاب بماريو كعالم آثار يقوم بإزميل بعيدًا لتشكيل صور على الشبكة.
- ماريوز بيكروس
- بيكروس 2
- سوبر ماريوز بيكروس

### ألعاب تقمص الأدوار
كانت أول لعبة تقمص الأدوار في امتياز ماريو هي سوبر ماريو أر بي جي وقد توسعت منذ ذلك الحين لتشمل سلسلة بايبر ماريو وماريو أند لويجي.

### ألعاب الإحتفال

#### سلسلة ماريو بارتي
في عام 1998، تم إصدار لعبة ماريو بارتي لنينتندو 64. بعد ذلك، تم إصدار 9 أجزاء مرقمة منذ ذلك الحين، مما أدى إلى إنتاج 10 ألعاب مرقمة، جنبًا إلى جنب مع اثنين من عناوين السلسلة الرئيسية غير المرقمة، ماريو بارتي دي إس وسوبر ماريو بارتي. تحتوي السلسلة أيضًا على أربع ألعاب تدور التي تختلف في طريقة اللعب، بما في ذلك ماريو بارتي أدفانس، ماريو بارتي: آيلاند تور، ماريو بارتي: ستار راش وماريو بارتي: ذا توب 100. هي لعبة جماعية متعددة اللاعبين تضم شخصيات سلسلة ماريو حيث تتنافس 4 شخصيات يتحكم فيها الإنسان أو الكمبيوتر في لعبة لوحية تتخللها ألعاب صغيرة.

### ألعاب الرياضة

#### سلسلة ماريو تنس
كان الظهور الأول لماريو في ألعاب التنس كحكم في لعبة التنس لنينتندو إنترتينمنت سيستم وغيم بوي. لم تستخدم هذه الألعاب امتياز ماريو وظهرت فقط ماريو في صفة النقش. ثم ظهر في ماريوز تنس لنظام فيرتشوال بوي. بعد ذلك، أصدرت شركة كامالوت سوفتوير بلانينغ لعبة ماريو تنس لنينتندو 64. ثم قاموا بعد ذلك بتطوير ألعاب أخرى في هذه السلسلة: ماريو باور تنس لغيم كيوب والوي، وماريو باور تاور لغيم بوي أدفانس وماريو تنس أوبن لنينتندو 3دي أس وماريو بارتي: ألترا سماش على وي يو وماريو تنس إيسس لجهاز نينتندو سويتش.

#### سلسلة ماريو غولف
كان أول استخدام ماريو في ألعاب الغولف كلاعب في لعبة غولف لنينتندو إنترتينمنت سيستم وغيم بوي ظهر فيه رجل ذو شارب يشبه ماريو. في وقت لاحق، تم إصدار إن إي إس أوبن تورنامنت غولف. ظهرت ماريو ولويجي في دور لاعبي الغولف، مع الأميرة تودستول والأميرة ديزي. تم إصدارماريو غولف من أجل نينتندو 64 في عام 1999. وتبعه ماريو غولف: تودستول تاور لغيم كيوب وماريو غولف: أدفانس تاور لغيم بوي أدفانس وماريو غولف: ورلد تور لنينتندو 3دي أس وماريو غولف: سوبر راش لنينتندو سويتش.

#### سلسلة ماريو بيسبول
كان ماريو ولويجي قائدين للفريق في لعبة البيسبول لغيم بوي. تم إصدار ماريو سوبرستار بيسبول لغيم كيوب وماريو سوبر سلغرز للوي.

#### سلسلة ماريو سترايكرز
تم تقديم لعبة كرة القدم في إحدى الألعاب الصغيرة في ماريو بارتي 4 باسم "GOOOOOOOAL !!". ظهرت سلسلة ماريو سترايكرز لأول مرة على غيم كيوب بعنوان سوبر ماريو سترايكرز في عام 2005، والتي طورتها نيكست ليفل غيمز. تم إصدار ماريو سترايكرز تشارتشد لجهاز الوي في عام 2007.